# Кръсто Караскаков
Кръсто (Кръстю) Христов Караскаков е български революционер, деец на Вътрешна македоно-одринска революционна организация, по-късно на Варненското македонско братство.

## Биография
Кръсто Караскаков е роден в 1871 година в костурското село Въмбел, тогава в Османската империя, днес Мосхохори, Гърция. Влиза във ВМОРО в 1898 година и е организатор на Въмбелския революционен комитет. Взима участие в борбата срещу гръцката пропаганда и в отварянето на българско училище и църква във Въмбел. В 1900 година Караскаков организира убийството на ренегата Сотир Лафазанов от Въмбел и през април същата година на Касъм ага от Капещица. Става селски войвода на Въмбел и в 1903 година оглавява милицията помогнала обсадената в Смърдеш районна чета на Борис Сарафов. През Илинденско-Преображенското въстание през лятото на 1903 година, начело на четата си, взима участие във всички акции в Костурския революционен район.
След разгрома на въстанието продължава да е селски войвода, като прибира и складира оръжието на легализиралите се дейци. В 1905 година взима участие в сражението при Въмбел и спасява обсадената чета на Пандо Кляшев с Димитър Влаха и Атанас Кършаков с 14 души, от които загива само един. В 1906 година участва в екзекуцията на гъркоманите поп Христо и Яни Ставрев – ятаци на гръцките андарти във Въмбел. В 1907 година три месеца е в четата на Пандо Сидов и Христо Цветков. Арестуван е в Костур и от 15 март 1907 година лежи в Костурския и Битолския затвор. След Младотурската революция в юли 1908 година е освободен. В 1910 година е в четата на Христо Цветков до избухването на Балканската война, след което влиза в Костурската съединена чета на Васил Чакаларов, Иван Попов и Христо Силянов.
След Балканските войни, когато Костурско остава в Гърция, Караскаков продължава да се занимава с революционна дейност.
По време на Първата световна война се свързва с българските войски на албанската граница при село Звезда и влиза в партизанския отряд на Александър Протогеров в Подградец.
След края на войната на 8 октомври 1918 година се установява във Варна, България. Става деец на Илинденската организация и Варненското македонско братство. Делегат е на Седмия конгрес на Съюза на македонските емигрантски организации и е сред тези делегати, които подкрепят протогеровисткото крило.
На 16 март 1943 година подава молба за българска народна пенсия, която е одобрена и пенсията е отпусната от Министерския съвет на Царство България.